# Fabian Kalig
Fabian Kalig (* 28. März 1993 in Wiesbaden) ist ein ehemaliger deutscher Fußballspieler.

## Karriere
Kalig kam im Jahre 2007 vom SV Niedernhausen in das Nachwuchsleistungszentrum des 1. FSV Mainz 05. Ab August 2012 spielte der Abwehrspieler für die zweite Mannschaft der Mainzer in der Regionalliga und stieg mit seiner Mannschaft 2014 in die 3. Liga auf. Von Martin Schmidt, dem Trainer der ersten Mannschaft, wurde er für das Spiel gegen den SC Freiburg am 18. April 2015 in den Bundesligakader berufen, aber nicht eingesetzt. In der Saison 2015/16 war er Mannschaftskapitän der zweiten Mannschaft. Insgesamt spielte er in 126 Ligaspielen für die Mainzer U23.
Zur Saison 2016/17 wechselte Kalig zum Zweitligisten FC Erzgebirge Aue.
Im Oktober 2019 zog sich Kalig einen Knorpelschaden zu, in dessen Folge waren mehrere Operationen notwendig. Er konnte sein Leistungsniveau nicht wieder herstellen und beendete daher seine Profikarriere im September 2021.

## Erfolge
- Aufstieg in die 3. Liga: 2014 (1. FSV Mainz 05 II)